# Battle Angel Alita
Battle Angel Alita (укр. Бойовий Ангел Аліта), також знана як «Gunnm» (яп. 銃夢, укр. Сни Зброї) — манґа та аніме про дівчину-кіборга Ґалі. Пізніше на основі манґи також вийшли роман і гра «Сни зброї: Спогади про Марс» (яп. 銃夢 ～火星の記憶～).
В англомовному перекладі манґи від «Viz Media» ім'я головної героїні було змінене на Аліта, звідси й англійська назва манґи — «Battle Angel Alita». Проте в англомовній версії аніме Ґалі зберегла своє ім'я, тому аніме часто називається просто «Battle Angel».
Дія «Battle Angel Alita» відбувається у футуристичному світі-антиутопії, що відображає підзаголовок оригінальної назви «Сни зброї: Видіння гіпер-майбутнього». Головні герої належать до соціального дна суспільства, але суспільства високорозвиненого, рівень технологій якого набагато перевищує сьогочасний. Саме ця особливість і дозволяє зарахувати аніме до жанру кіберпанк за Критерієм Дозуа: «високі технології, низький рівень життя».
Режисер Джеймс Кемерон періодично заявляв про своє бажання зняти за мотивами манґи фільм. За його словами, зараз проєкт перебуває на етапі підготовчих робіт. Автор манґи Кісіро Юкіто підтверджує наявність угоди між ним і Кемероном, але відмовляється повідомляти яку-небудь інформацію. Зрештою фільм під назвою Аліта: Бойовий ангел вийшов 14 лютого 2019 року.

## Світ
|  | «Класичні кіберпанківські персонажі були маргіналами, одинаками, знедоленими людьми, що живуть за гранню, як правило, у безвихідному майбутньому, в якому повсякденне життя піддалося стрімким технічним змінам, де існує всюдисуща цифрова інфосфера і насильницькі модифікації людського тіла». Лоренс Персон. |

Вирізною рисою жанру кіберпанк є те, що головні герої нерідко є людьми, яких суспільство викинуло на смітник. У манзі така особливість доведена до логічної кульмінації: головні герої — відторгнені соціумом люди, які живуть на звалищі. Головна героїня — дівчина-кіборг Ґалі, була викинута на купу сміття в прямому розумінні цього слова. Ідо Дайсуке, Десуті Нова і Кірен  позбавлені цивільних прав та доступу у вище суспільство, що є вищим від простих смертних у буквальному значенні цього слова, оскільки ті, хто входить у вище суспільство, мешкають у Небесному Місті Салем і за винятком рідкісних вигнанців, позбавлених цивільних прав, ніколи не опускаються до того, щоб спуститися на землю. Ба більше, вниз не спускаються навіть громадяни, що працюють у зовнішній службі безпеки, і чий прямий обов'язок, — стежити за тим, що коїться внизу. Ті ж, хто живе внизу, вважаються гідними смітника за визначенням.
Дія манги розгортається у нижньому місті Скрап, побудованому навколо велетенського сміттєвого звалища під Небесним Містом. Пізніше, у другій половині манги, дія переноситься за місто. Саме ж Небесне Місто присутнє лише опосередковано, як видимий (хоча деколи і неявний) мотив вчинків багатьох героїв манги. При цьому саме Небесне Місто і життя в ньому в мандзі показуються лише мигцем.

### Небесне Місто Салем

Небесне Місто Салем

Салем (яп. ザレム) — утопічне місто, яке ширяє високо в небі над землею. Сюди мріє потрапити дуже багато людей, для яких Небесне Місто — зриме втілення раю та гарного життя. Салем підвішений до циклопічного космічного ліфта, з іншого боку якого, виконуючи функцію противаги, розташовується космічне місто Йєру з космопортом. Сам же ліфт сполучений з орбітальним кільцем, яке розташоване на орбіті між Салемом і Йєру. З поверхнею Небесне Місто пов'язане великими трубами-линвами, які ведуть до Фабрик. Там створюють усе необхідне для життя в Салемі, включно з їжею та напоями, задля чого використовується сировина з ферм і шахт, розкиданих по землі на сотні кілометрів.
Хай там що вважають люди «знизу», життя в Салемі не можна назвати райським. Суспільний устрій схожий на пом'якшений варіант антиутопії Айри Льовіна «Цей ідеальний день». Як і в «Ідеальному дні» всім править центральний комп'ютер, що в «Battle Angel Alita» іменується «Мелхіседеком» (явна алюзія на біблійний опис прийдешнього Царства Божого, Горішнього Єрусалиму, осяюваного Вічним Мелхіседеком — Христом). Практично єдине покарання для громадян — «лікування», просто кажучи, посилена «промивка» мізків. Паче того, для полегшення цього процесу людям, які отримали громадянство, роблять окрімну операцію на мозку. Вона дозволяє маніпулювати як пам'яттю, так і свідомістю. Факт хірургічного втручання є великою таємницею, але ще більшою таємницею є те, що насправді жодної операції на мозку не роблять, а замінюють мозок на біочип, куди переписують спогади і додають обмежувачі поведінки.
У зв'язку з високою ефективністю «лікування» і наявністю обмежувачів, нагляд за жителями особливо не ведеться, що дозволяє зберегти ілюзію свободи, тому багатьом життя дійсно здається втіленням якщо не утопії, то хоч би практопії. А для тих, хто розчарувався в такому житті, але не хоче лікуватися, завжди до послуг Будка самогубств.
Назва міста Салем (Salem) запозичена у біблейського Саліма або Шалема — стародавнього ханаанського міста в Палестині, що пізніше отримало назву Єрусалим, згадуваного в Книзі Буття і Псалтирі. А назва міста Йєру (Jeru), що перебуває на іншому кінці Салемської Вежі, і яке по суті становить єдине ціле з Салемом, разом з ім'ям Салем утворює назву Єрусалим: Jeru + Salem = Jerusalem. Ім'я головного комп'ютера Салема — Мелхіседек (Melchizedek), фігурує в тій же Книзі Буття як ім'я Салемського царя-священика. Так само варте згадки те, що історичний Салем, фактично розташований під Єрусалимом (у ранішому культурному шарі).

### Місто Скрап

Місто Скрап

Місто Скрап (яп. クズ鉄町, «місто звалища металобрухту») — місто, розташоване під Салемом і побудоване навколо неозорого звалища. Тут мешкають покидьки суспільства, що живуть за рахунок сміття, яке скидається зверху. Зовнішнє кільце міста складають Фабрики Салема, на яких працює частина жителів міста, займаючись переробкою вторсировини зі звалища і виробництвом товарів для Верхнього міста, зокрема харчових продуктів. Саме відходи виробництва харчових продуктів, призначених для Салема, є головним джерелом їжі для жителів міста Скрап. Оскільки Салем піклується тільки про безпеку власних Фабрик, у місті дуже високий рівень злочинності, подальше зростання якої стримується лише тим, що великі банди могли б становити загрозу для Фабрик. Тому за голови відомих злочинців призначаються нагороди.
Місто населене кіберпанками в буквальному розумінні цього слова, оскільки багато хто з жителів міста є кіборгами і панками водночас. Однією з причин цього є особливості місцевої медицини. Місцеві лікарі в гонитві за грошима, прагнучи витягнути зі своїх пацієнтів якомога більше, зі щонайменшого приводу проводять недешеві хірургічні операції із заміною органів на кібернетичні імплантати.
Крім кільця Фабрик місто оточене високою стіною, суцільно вкритою водоспадом дуже ядучої рідини, і прикритою зверху ППО. Нечисленні входи до міста посилено охороняються і мають залізничні станції, що безпосередньо сполучають салемські Фабрики з фермами і шахтами, що належать тому ж Салему. Усе заміське постачання призначене насамперед для Салема, а до міста Скрап потрапляють головно відходи.
Під містом пролягає каналізація, велетенське, повне небезпек, підземелля. Ходять моторошні чутки про мутантів, що населяють його, і про річки отруйних фабричних відходів. У це підземелля побоюються заглядати навіть досвідчені злочинці й відчайдушні мисливці за головами.

### Світ навколо Салему та Скрап

Карта навколишніх земель

Навколо Салема і Скрапу розкинулася гігантська пустеля, в якій лише зрідка зустрічаються руїни колишніх міст. Уздовж нечисленних річок розсипані ферми, що належать Салему. Одна з річок впадає в місто Скрап і іменується «Північною», а інша — витікає і іменується «Південною».
Крім ферм і шахт, сполучених із Салемом залізницями, існує ще кілька унікальних об'єктів:
- Альгамбра — рибальське село на руїнах однойменного міста[ком. 7].
- Гранітний Будинок — нова лабораторія і помешкання професора Нові.
- Підземне Місто — заселені руїни засипаного піском міста.

Оскільки прилеглі до міста території цікавлять Салем винятково з огляду на постачання сировини та їжі, то тут відсутня будь-яка законність і вільно нишпорять озброєні банди. Тому, аж до появи повстанської Армії Бар Джек, за околицями міста (за винятком Ферм) панувала повна анархія. Щоправда, «порядок», встановлений на територіях контрольованих Армією, яка складається переважно з колишніх бандитів, відрізняється від «махновщини» лише хобі її лідера — садити ворогів на палю.
Поїзди не перевозять пасажирів, але за наявності вакансії можна найнятися на потяг охоронцем, таким чином здійснивши безкоштовну поїздку, за яку ще й заплатять гроші. Єдиним недоліком такого способу подорожування є те, що на потяги нападають банди грабіжників. А лідер Армії Бар Джек - Ден, нещадний до «зрадників», тобто до найманців Салему. Крім того, шанси вижити скорочуються ще й тим, що найманцям на час подорожі надягають бронежилет з вибухівкою, яка детонує при спробі втечі. Отже навіть якщо бандити і залишать кого живим, «щасливців» чекає або повільна смерть від голоду й спраги посеред розграбованого поїзда, або швидка смерть від власного бронежилета при спробі втекти. Альтернативний засіб подорожування — на автомобілі або вантажівці, має той недолік, що у разі зустрічі з бандитами за ними буде явна чисельна перевага. Тому до появи Армії Бар Джек подорож на поїзді була набагато безпечніша, ніж подорож на автотранспорті.

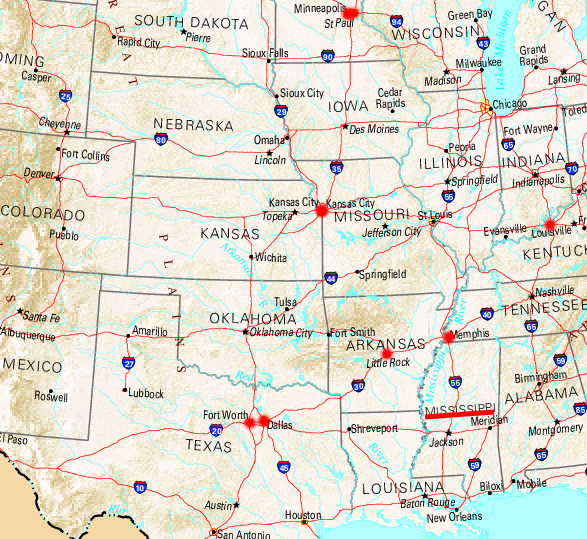
Карта частини США, на якій можливо відбувається дія «Battle Angel Alita»

Наведена у восьмій частині манґи карта світу Battle Angel Alita на диво схожа на центральну частину США. Насправді США знаходяться досить далеко від екватора, що несприятливо для космічного ліфта. Проте американські читачі знаходять на карті такі збіги:
- - Небесне і нижнє місто — Канзас-сіті. Символічно, що улюблений бар мисливців за головами має назву «Канзас»
  - Руїни мертвого покинутого міста — Колорадо-Спрінгз
  - Підземне місто з штаб-квартирою ді-джея Хаосу — Даллас або Форт-Верт
  - Альгамбра — Альгамбра (Каліфорнія)
  - База професора Десуті Нові видовбана в гранітній скелі — військова база NORAD у горі Чейен, у Колорадо. Про це прямо говориться в 9-й частині манги.
  - Південна Річка («Southern River») — Міссісіпі
  - Ферма 6 — Луїсвілл
  - Ферма 9 — Мемфіс
  - Ферма 14 — Літл Доля
  - Ферма 21 — Світвотар
  - Ферма 22 — Гарден-сіті
  - Ферма 28 — Міннеаполіс або Сент-Пол
  - Ферма 29 — Сент-Луїс

### Йєру

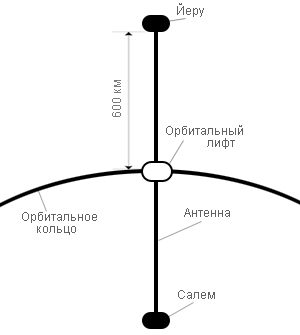
Конструкція космічного ліфта, що з'єднує місто Салем та Йєру

Йєру (яп. エル) — космічне місто з космопортом, близнюк Салема, що знаходиться на іншому кінці космічного ліфта.
У первинній версії манги, написаній до виходу «Gunnm: Gaiden» і виходу гри «Gunnm: kasei no kioku», Йєру предстає як покинуте безлюдне місце, підтримуване автоматикою. У пізнішій Gunnm Complete Edition (буквально: повна або остаточна версія) докладний опис Салема та Йєру видалено, а сюжет обривається перш, ніж Ґалі потрапила до Салему.
В «Gunnm: Last Order» це місце заселене людьми і має власні організації та служби безпеки. Щодо Салема, то все, розказане про нього в «Gunnm», залишилося незмінним і в «Gunnm: Last Order», з тією лише різницею, що в результаті дій професора Нові (частково свідомих, частково ні) у Салемі настав хаос. Крім Йєру в «Gunnm: Last Order» з'явилося безліч нових локацій, наприклад, Марс — батьківщина Ґалі, сфера Дайсона навколо Юпітера, тераформована Венера і так далі.

## Синопсис
Одного разу разом із сміттям у нижнє місто скидають останки кіборга-гіноїда. Кіборга знаходить і лагодить Дайсуке Ідо, але, як з'ясовується після лагодження, дівчина нічого не пам'ятає. Ідо нарікає її «Ґалі», як свою померлу кішку. Від колишнього тіла Ґалі збереглася тільки голова і верхня частина тулуба, але доктор знаходить потрібні деталі і лагодить її. Ґалі виявляє, що здатна інстинктивно користуватися бойовими прийомами кіборгів. Дізнавшись, що доктор Ідо є мисливцем за головами, Ґалі теж вибирає цей шлях, водночас розпочавши пошуки загублених спогадів.

## Персонажі
У Battle Angel багато різноманітних персонажів, велика частина яких то з'являється, то зникає залежно від розвитку сюжету. Постійно присутня тільки головна героїня — Ґалі (яп. ガリィ), хвора на амнезію дівчинка-кіборг і професійний мисливець за головами. Ґалі була врятована доктором Ідо Дайсуке, який знайшов її тіло, шукаючи на смітнику запасні частини для кіборгів. Ідо Дайсуке (яп. イドダイスケ) — колишній громадянин Салема і носить на лобі знак Небесного міста. Зараз він працює лікарем-хірургом, займається ремонтом кіборгів і чимало допомагає фактично безкоштовно. Він відіграє важливу роль у перших томах манги, а також в аніме Battle Angel Alita. У манзі увага поступово зміщується до професора на ймення Дісуті Нова (яп. ディスティ・ノヴァ), екцентричного вченого, що займається нанотехнологіями. Професор Нова довго займає місце закулісного «темного кардинала». Власною персоною він з'являється лише через кілька років після початку історії. І, нарешті, ближче до кінця манги ключову роль починає відгравати син Дісуті й знайомий Ґалі ді-джей Хаос (яп. ケイオス). Хаос — ведучий і головний виконавець однойменного радіо «Хаос», чия радіостанція розміщена у величезному трейлері-всюдиході (заввишки в декілька поверхів), де він живе, постійно переміщаючись з місця на місце.

## Манґа

### Reimeika
Найперший варіант манґи був створений ще на початку кар'єри Кісіро Юкіто. Це були додзінсі без тексту, намальовані олівцем на дешевому папері. Додзінсі називалися «Reimeika», і в них розповідалося про полювання на злочинців дівчини-кіборга. Відсутність слів була пов'язана з тим, що Кісіро сподівався представити додзінсі видавництву як чернетку манги, а у разі успіху домальовувати й дописати діалоги. Показані редактору «Reimeika» були відхилені, й тому не закінчені. Згодом, вже після здобуття слави, малюнки з «Reimeika» увійшли додатковими матеріалами до «делюкс» видання манги. Самі додзінсі ніколи повністю не публікувалися.

### Gunnm
Манґа Gunnm була вперше опублікована в журналі «Business Jump», який належить видавництву «Shueisha». Це первинна версія, що вийшла до «GUNNM: Gaiden» (об'єднаною пізніше з початковою версією під назвою Complete Edition).

#### Зміст
| № | Назва                                              | ISBN               |
| --- | -------------------------------------------------- | ------------------ |
| 1 | Іржавий Ангел (錆びた天使)                         | ISBN 1-56931-003-3 |
| Дайсуке Ідо знаходить на смітнику, куди звалюється все сміття з Небесного міста, останки жінки-кіборга: безволосу голову, груди і шию. Принісши її до себе, він помічає, що це стара модель 200—300-літньої давності, мозок якої якимсь дивом занурився у сплячку. Після пробудження з'ясовується, що кіборг нічого не пам'ятає, тому Ідо дає їй котяче ім'я «Ґалі». |                                                    |                    |
| 2 | Сльози Ангела / Залізна Діва (鋼鉄の処女)          | ISBN 1-56931-951-0 |
| Під час чергового полювання Ґалі опиняється на галявині біля покинутої Фабрики. Вона лежить, милуючись небом і квітами, й випадково знайомитися з Юґо (у OVA вона з ним вже знайома). Ґалі не знає, що Юґо разом з двома спільниками під виглядом продавців мастила нападають на кіборгів, а потім, вийнявши їхній спинний мозок, анонімно викликають лікаря. Одного разу самотнім перехожим, якого вони заманили в пастку, виявляється професійний мисливець за головами, у результаті сутички помічники Юґо гинуть, а з нього самого зірвана маска. Юґо отримує поранення в плече, але йому вдається втекти. Тепер за нього призначена нагорода у 80 тисяч. |                                                    |                    |
| 3 | Ангел-Вбивця (殺戮の天使)                          | ISBN 1-59116-274-2 |
| Після історії з Юґо Ґалі пропала. Дайсуке Ідо вирушає на пошуки, які заводять його у Західний Сектор. Там він дізнається, що Ґалі бере участь у змаганнях з екстремального спорту — моторболу під псевдонімом Ангел-Вбивця. Одночасно стає відомо, що дівчина Сюміра, яку Ідо врятував під час пошуків Ґалі, виявляється сестрою чемпіона моторбольної вищої ліги на ім'я Дзясюган. |                                                    |                    |
| 4 | Ангел Перемоги / Велике Мистецтво (炎の中に立つ男) | ISBN 1-59116-275-0 |
| Продовжуючи грати в моторбол, Ґалі потрапила в другу лігу і прагне у вищу. Дайсуке Ідо, що вважає її своєю дочкою, дуже хоче повернути Ґалі додому. Йому здається, що єдиний шлях — добитися її поразки в грі, тому він стає спортивним лікарем Дзясюґана. У той же час повинен відбутися прощальний матч з Дзясюґаном, непереможним чемпіоном вищої ліги, який, на жаль, смертельно хворий. Відчуваючи близький кінець, він бажає піти красиво і на останок битися проти п'яти гравців водночас. Серед цих гравців - Ґалі. |                                                    |                    |
| 5 | Ангел Спасіння / Загублене ягнятко (復讐の季節)    | ISBN 1-59116-276-9 |
| Запан (Zapan) закохався. І закохався в дівчину, яка не терпить насильства, тому тепер він намагається змінити своє життя і стати гуманним і милосердним: разом з коханою працює в доброчинній організації. Починається телетрансляція прощального матчу Дзясюґана, в якому показують Ґалі, від чого Запан, пригадавши, як Ґалі знесла йому обличчя, впадає в істерику, розмахує руками і ненавмисно потрапляє своєю броньованою, багато разів посиленою кібернетичною рукою у голову дівчини і зносить її начисто. Він звинувачує у всьому Ґалі і мріє помститися. З іншого боку, за голову Запана вже призначена нагорода в 50000, і він вимушений ховатися від мисливців за головами. На жаль, у Ґалі більше немає тіла кіборга-берсеркера, оскільки вона поміняла тіла під час гри в моторбол, а покійний тренер, убитий фанатом-уболівальником (прийняв на себе постріл з самопалу, призначений Ґалі), встиг потайки продати чи закласти тіло. Тільки через два роки напружених пошуків з'ясовується, що тепер цим тілом володіє якийсь Десуті Нова. |                                                    |                    |
| 6 | Ангел Смерті / Викликаюча Дощ (自由への道)         | ISBN 1-59116-277-7 |
| Ґалі засуджена до страти за використання вогнепальної зброї, але оскільки роботи з фабрики зловили її в тяжкопораненому стані, то за її голову не призначали винагороду, а просто забрали на фабрику. Ґалі спочатку непритомніє, а потім, прокинувшись, виявляє, що знаходиться в сірій кімнаті з ліжком, у людському тілі замість свого кібернетичного. Здивована Ґалі вважає, що це сон і вирішує прилягти на ліжко, але тут на стіні включається екран. Людина зі знаком Салема на чолі повідомляє, що вона у віртуальній реальності, а мозок і все що, залишилося після сутички з берсеркером, поволі вмирають на фабриці. Після чого обіцяє врятувати Ґалі й дати нове тіло, якщо вона погодитися стати форсованим агентом Салема. Час на роздуми є, але Ґалі все одно довго не витримає без медичної допомоги. На знак згоди їй потрібно пройти в жовті двері в іншому кінці кімнати. |                                                    |                    |
| 7 | Ангел Хаосу / Броньована Наречена (機甲花嫁)       | ISBN 1-59116-278-5 |
| Пройшло десять років відтоді, як Ґалі відкрила жовті двері й погодилася стати форсованим агентом Салема. Вона хоче знайти Ідо, чий труп відвіз із собою Десуті, пообіцявши реанімувати. Вона отримала від Салема нове тіло, яке не тільки може отримувати розвіддані з супутників, але і оснащене сканерами і різноманітними роботами-інсектоїдами. Такі роботи виконують розвідувальні функції і здатні атакувати як самонавідні снаряди, так і як міни-розтяжки. У разі ускладнень, Ґалі також може отримати авіапідтримку — безпілотний літальний апарат з лазерною гарматою. Недоліків же у нового тіла всього два: по-перше, оператор бачить і чує все те ж, що і вона; по-друге, у разі неслухняності оператор може дистанційно добитися у Ґалі больового шоку. Головна мета її місії як агента — знайти професора Десуті Нова, що колись втік з Салема. А зараз вона вже багато днів знаходитися в пустелі (за межами нижнього міста) і шукає лігво озброєної банди, яка оснащена бронетехнікою і нападає на потяги, що поставляють харчові продукти і сировину з ферм і шахт до Салема. Вважається, що саме професор Десуті поставляє цій банді зброю, виготовлену по забутих технологіях. |                                                    |                    |
| 8 | Павший Ангел / Хроніки Війни (馬借戦記)            | ISBN 1-56931-243-5 |
| Ґалі і новий оператор Лу Коллінс стали хорошими подругами. Як додатковий засіб зворотного зв'язку на столі у Лу знаходиться маленька дистанційно керована тібійна лялька, що зображає Ґалі. Вона також знайомитися з відомим ді-джєєм Хаосом — власником «Радіо Хаос» і сином професора Десуті Нова. З'ясовується, що в Хаоса імплантований мозок гігантського кіборга-кентавра на ім'я Ден, тіло якого управляється дистанційно і який є ватажком банди Бар Джек. Саме ця банда відома своїми нападами на потяги, ферми і шахти, що забезпечують Салем сировиною і харчовими продуктами. Ден, що поставив за мету боротьбу з Салемом, таємно будує величезну гармату. Він хоче збити верхнє місто, а той факт, що падаючий Салем поховає під собою все нижнє місто разом з жителями, його навіть радує, оскільки при цьому будуть знищені всі «зрадники» і фабрики, що працюють на Салем. Ді-джей Хаос, що дізнався про це, вирішує вийти в ефір востаннє і умовити Дена не стріляти, а заразом про всяк випадок попередити жителів обох міст про небезпеку. |                                                    |                    |
| 9 | Вознесіння Ангела / Завоювання (ザレム征服)        | ISBN 1-59116-280-7 |
| Ґалі, захоплена в полон професором Новою і занурена у віртуальні марення, несподівано прокинулася на операційному столі. Ді-джей Хаос лежить зв'язаний на сусідньому столі — за відмову співробітничати. Вирубивши охоронця, Ґалі дізналася, що поки вона була у віртуальній реальності, її встигли зрадити: Нова вирішив посміятися над Салемом, перемкнувши її канал зв'язку на свій монітор, але у відповідь йому несподівано запропонували повернутися, причому на почесних умовах, а Ґалі залишити собі. Професор погодився. Розлючена Ґалі трохи не убила Десуті, але вирішила запитати, чому Дайсуке Ідо п'ять років тому стер собі всю пам'ять, включаючи спогади про Ґалі. Що за жахливий секрет Салема він дізнався? Після розповіді професора, всі хто дивився це онлайн-відео з Салема, включаючи начальника Бюро, що запропонувало операцію професорові, були майже негайно піддані «зачистці». |                                                    |                    |

### Gunnm: Gaiden
Після виходу дев'яти томів Gunnm у журналі «Ultra Jump» з'явилися три додаткові томи «Сни зброї: легендарні мандри» (англ. GUNNM: Gaiden), які були опубліковані в 1997 році, але довгий час не видавалися окремою книгою. Пізніше манґа GUNNM: Gaiden цілком увійшла в «люкс» видання манги «GUNNM».
18 грудня 2007 GUNNM: Gaiden вишли окремою книгою, у двох варіантах: простому та колекційному. На обкладинці зображена Ґалі, що бере участь у «ковбойській» дуелі — це фінальна сцена з розділу «Надзвукові пальці».
У колекційне видання, крім книги, входить лялька Ґалі 13 сантиметрів заввишки і набір зброї, яку вона використовувала, — глефа-балісонг та наручні леза.

#### Зміст
Оскільки Gunnm: Gaiden складається з сюжетних відгалужень оригінального Gunnm, кожна історія пов'язана з іншими через сюжет основної манги.
| № | Назва                                          | ISBN                   |
| --- | ---------------------------------------------- | ---------------------- |
| 1 | Свята Ніч (聖ナイト)                           | ISBN 978-4-08-877356-8 |
| Дайсуке Ідо знаходить на смітнику, куди звалюється все сміття з Небесного міста, останки жінки-кіборга: безволосу голову, груди і шию. Принісши її до себе, він помічає, що це стара модель 200—300-літньої давності, і її мозок якимсь дивом знаходиться в сплячці. Після пробудження з'ясовується, що кіборг нічого не пам'ятає, тому Ідо дає їй котяче ім'я «Ґалі». |                                                |                        |
| 2 | Надзвукові пальці (単音 先細)                  | ISBN 978-4-08-877356-8 |
| Події між 4 і 5 томами оригінальної манґи: У одному з барів, набитому уболівальниками, йде телетрансляція останнього матчу непереможного чемпіона моторболу Дзясюгана, проти п'ятірки гравців, одна з яких Ґалі. Матч закінчується нещасним випадком і загибеллю Дзясюгана — у нього трапляється напад і він згорає живцем. Частина фанатів вважає Ґалі винною в цій трагічній кінцівці. Вранці Ґалі виходить на дах потренуватися і отримує кулю в голову. На щастя, попадання виявляється непрямим, і вона виживає, а мисливці за головами починають гонитву за стрільцем. |                                                |                        |
| 3 | Повернення Додому / Рідне місто (お帰りになる) | ISBN 978-4-08-877356-8 |
| Події між 1 і 2 розділами 6 тома манґи: На один з транспортних конвоїв було здійснено напад. Вижило тільки двоє: один поранений охоронець і один із роботів «Фабрики». Під час бою робота зачепили, і у нього щось зламалося, від чого йому повернулася людська свідомість. Біоробот вирушив на пошуки води для пораненого, а Ґалі, яка погодилася стати форсованим агентом Салема, і не звикла сприймати роботів «Фабрики», як істот з людським мозком, отримала наказ на його знищення.                                                                                    |                                                |                        |

### Gunnm: Complete Edition
Первинна версія манги Gunnm та GUNNM: Gaiden пізніше були об'єднані і увійшли до повної офіційної японської версії, відомої як «Сни Зброї: Повна версія» (яп. 銃夢 完全版, англ. Complete Edition), 12 томів були перерозбиті на 6 томів і вийшли у форматі «люкс» (звідси альтернативна назва De Lux Edition), з додатковими матеріалами і ілюстраціями. Крім того, у Complete Edition у зв'язку з виходом продовження, була видалена кінцівка з епілогом, а історія обривається на пастці в яку потрапила Ґалі, яка їхала на багі.
Існує, так само визначення «Space Edition», яке напівофіційно використовувалося, в інтерв'ю в журналі «Ultra Jump» 10/25 1998, по відношенню до гри «Gunnm: Memories of Mars».
Для Complete Edition, Кісіро Юкіто створив додаткові ілюстрації в 3D-редакторах з подальшою обробкою в графічному редакторові.

#### Зміст
| Том |  | ISBN               |
| --- |  | ------------------ |
| 1 |  | ISBN 4-08-782576-0 |
| Дайсуке Ідо знаходить на смітнику, куди звалюється все сміття з Небесного міста, останки кіборга-жінки: безволосу голову, груди і шию. Принісши її до себе, він помічає, що це стара модель 200—300 літній давності і мозок якимсь дивом знаходиться в сплячці. Після пробудження з'ясовується, що кіборг нічого не пам'ятає, тому Ідо дає їй котяче ім'я «Ґалі». |  |                    |
| 2 |  | ISBN 4-08-782579-5 |
| Під час чергового полювання Ґалі опиняється на галявині біля покинутої фабрики. Вона лежить, милуючись небом і квітами, і випадково знайомитися з Юґо (у OVA вона з ним вже знайома). Ґалі не знає, що Юґо разом з двома спільниками під виглядом торговців мастилом нападають на кіборгів, а потім, вийнявши їх спинний мозок, анонімно викликають лікаря. Але одного разу самотнім перехожим, якого вони заманили в пастку, виявляється професійний мисливець за головами, у результаті сутички помічники Юґо гинуть, а з нього самого зірвана маска. Юґо отримує поранення в плече, але йому вдається втекти. Тепер за нього призначена нагорода в 80 тис. |  |                    |
| 3 |  | ISBN 4-08-782584-1 |
| Ґалі потрапила в другу лігу моторболу і прагне у вищу. Дайсуке Ідо, що вважає її своєю дочкою, дуже хоче повернути Ґалі додому. Він вважає, що єдиний шлях — добитися її поразки в грі, тому стає спортивним лікарем Дзясюгана. У той же час повинен відбутися прощальний матч з Дзясюганом, непереможним чемпіоном вищої ліги, який, на жаль смертельно хворий. Відчуваючи близький кінець, він бажає піти красиво і битися проти п'яти гравців, одна з яких — Ґалі. |  |                    |
| 4 |  | ISBN 4-08-782588-4 |
| Запан закохався. І закохався в дівчину, яка не виносить насильства, тому тепер він намагається змінити своє життя і стати гуманним і милосердним: разом з коханою працює в добродійній організації. Починається телетрансляція прощального матчу Дзясюгана, в якому показують Ґалі, від чого Запан, пригадавши, як Ґалі знесла йому обличчя, впадає в істерику, розмахує руками і ненавмисно потрапляє своєю броньованою, багато разів посиленою кібернетичною рукою по голові дівчини і зносить її начисто. Він звинувачує у всьому Ґалі і мріє помститися. З іншого боку, за голову Запана вже призначена нагорода в 50000 і він вимушений ховатися від мисливців за головами. На жаль, у Ґалі більше немає тіла кіборга-берсеркера, оскільки вона поміняла тіла під час гри в моторбол, а покійний тренер, убитий фанатом-уболівальником (прийняв на себе постріл з самопалу, призначений Ґалі), встиг нишком чи то продати, чи то закласти тіло. Тільки через два роки напружених пошуків з'ясовується, що тепер цим тілом володіє якийсь Десуті Нова. |  |                    |
| 5 |  | ISBN 4-08-782589-2 |
| Пройшло десять років відтоді, як Ґалі відкрила жовті двері і погодилася стати форсованим агентом Салема. Вона хоче знайти Ідо, чий труп відвіз з собою Десуті, пообіцявши реанімувати. Вона отримала від Салема нове тіло, не тільки може отримувати розвіддані з супутників, але і оснащена сканерами і різноманітними роботамі-інсектоїдамі. Такі роботи виконують розвідувальні функції і здатні атакувати як самонавідні снаряди, так і як міни-розтяжки. У разі ускладнень, Ґалі також може отримати авіапідтримку — безпілотний літальний апарат з лазерною гарматою. Недоліків же у нового тіла всього два: по-перше, оператор бачить і чує все те ж, що і вона; по-друге, у разі неслухняності оператор може дистанційно викликати у Ґалі больовий шок. Головна мета її місії як агента — знайти професора Десуті Нова, що колись втік з Салема. А зараз вона вже багато днів знаходитися в пустелі (за межами нижнього міста) і шукає лігво озброєної банди, яка оснащена бронетехнікою і нападає на потяги, що постачають харчові продукти і сировину з ферм і шахт до Салема. Вважається, що саме професор Десуті поставляє цій банді зброю, виготовлену за забутими технологіях. |  |                    |
| 6 |  | ISBN 4-08-782594-9 |
| Ґалі і новий оператор Лу Коллінс стали хорошими подругами. Як додатковий засіб зворотного зв'язку на столі у Лу знаходиться маленька дистанційно керована тібійна лялька, що зображає Ґалі. Вона також знайомитися з відомим ді-джєєм Хаосом — власником «Радіо Хаос» і сином професора Десуті Нова. З'ясовується, що в Хаоса імплантований мозок гігантського кіборга-кентавра на ім'я Ден, тіло якого управляється дистанційно і який є ватажком банди Bar Jack. Саме ця банда відома своїми нападами на потяги, ферми і шахти, що забезпечують Салем сировиною і харчовими продуктами. Ден, що поставив за мету боротьбу з Салемом, таємно будує величезну гармату. Він хоче збити верхнє місто, а той факт, що падаючий Салем поховає під собою все нижнє місто разом з жителями, його навіть радує, оскільки при цьому будуть знищені всі «зрадники» і фабрики, що працюють на Салем. Ді-джей Хаос, що дізнався про це, вирішує вийти в ефір востаннє і умовити Дена не стріляти, а заразом про всяк випадок попередити жителів обох міст про небезпеку. |  |                    |

### Tech Notes та Gunnmcyclopedia
Японська версія манґи містить додаток «Технічні записки» (англ. Tech notes), відсутні в англійській версії і додаткові матеріали, що розповідають про кіборгів, нанотехнології, космічний ліфт і таке інше. Деякі з «Tech notes» містять гумористичні міні-розповіді, що пояснюють текст. Як приклад можна навести суперечку Дайсуке Ідо та Ґондзу про те, яку травну систему поставити Ґалі: Ґондзу наполягає на такій, з якою не потрібно ходити в туалет, а Ідо вважає, що ходіння в туалет допомагає відчувати себе повноцінною людиною. Інший приклад — історія, з чорним гумором що оповідає про маленьку дівчинку, яка, спіткнувшись, подряпалася, а «добрі» лікарі нижнього міста, відтявши у неї руку, переробляють її в кіборга і виставляють величезний рахунок за «лікування».
Крім «Tech notes», у серпні 1995 року у спеціальному випуску «Business Jump» була опублікована окрема «Екциклопедія Снів Зброї» (англ. Gunnmcyclopedia), яка складається з неповних трьох десятків сторінок, і містить як пояснення до кожного тому (включаючи схеми відносин між персонажами, відсутні в «Tech notes»), так і кольорові ілюстрації, а також інтерв'ю з Кісіро Юкіто.

### Gunnm: Last Order
GUNNM: Last Order (яп. 銃夢) — це продовження популярною манґи «Gunnm» 1991—1995 років випуску. Манґа виходить щомісячно, починаючи з 19 липня 2001 року у журналі «Ultra Jump» і налічує понад 70 розділів, частина з яких вийшла у видавництві «Shueisha» у вигляді 9 танкобонів.
Назву манґи можна перевести як «Сни Зброї: Останній Наказ» (яп. 銃夢 ガンム). Інша поширена назва — «Бойовий Ангел Аліта: Останній Наказ» (англ. Battle Angel Alita: Last Order) — було вибрано американським видавництвом Viz Media для перекладу серії англійською мову.
Сюжет манґи продовжує сюжет оригінальної серії, виключаючи останні розділи 9-го тому манґи «Gunnm» — «Вознесіння Ангела» (англ. Angel’s Ascension), в яких космічне місто Йєру (Кетер) перетворюється наномашинами професора Нові в гігантську квітку, а Ґалі (Аліта) стає людиною з плоті і крові. Автор манги, Кісіро Юкіто, спочатку планував серію як об'ємнішу, проте вимушений був відмовитися від своїх планів за особистими причинами.
Планети сонячної системи в «Gunnm: Last Order» є відсиланнями до сучасних держав, так Земля і Місяць представляють Америку і людство взагалі, Марс є колискою Четвертого Рейху і говорить німецькою мовою, Юпітер населений роботами з російськими прізвищами, а Венера належить мутантам, які схиблені на створенні домашньої їжі методами генної інженерії, та говорять французькою.

#### Зміст
| № | Назва             | ISBN               |
| --- | ----------------- | ------------------ |
| 1 | Відроджений ангел | ISBN 1-56931-824-7 |
| Вчений Дісуті Нова відроджує Ґалі в новому біо-механічному тілі та розповідає їй секрети Салему. Роботи Салему полюють на групу дітей і Ґалі вирішує допомогти їм втекти.                                                                     |                   |                    |
| 2 | Ангел безневинних | ISBN 1-56931-976-6 |
| Гігантський робот Сачімодо, в якого були закладені спогади та особа асистента Дісуті Нова Джима, збирається зруйнувати Салем. Дісуті Нова намагається відговорити його від цього самогубного вчинку, а Ґалі збирається зупинити робота силою. |                   |                    |
| 3 | Вічний Ангел      | ISBN 1-59116-135-5 |
| Ґалі приєднується до свого колишнього ворога Дісуті Нова і разом вони вирушають до Салема, щоб врятувати мозок її старого товариша Лу, який є частиною супер комп'ютера Мелхіседек.                                                           |                   |                    |
| 4 | Ангел незгоди     | ISBN 1-59116-281-5 |
| Ґалі намагається врятувати групу дітей від смерті і випадково опиняється учасником змагання в якому гравці повинні вбивати один одного. |                   |                    |
| 5 | Ангел привид      | ISBN 1-59116-282-3 |
| Ґалі бере участь у змаганні Зеніф, щоб врятувати мозок свого товариша Лу, але щоб досягти своєї мети вона повинна перемогти команду з ще благороднішими намірами ніж у неї.                                                                   |                   |                    |
| 6 | Ангел та вампір   | ISBN 1-4215-0057-4 |
| На фінальному етапі змагання Ґалі зустрічається з справжнім вампіром. Дісуті Нова перезавантажує мозок Ґалі і вона згадує деякі подробиці зі свого минулого.                                                                                  |                   |                    |
| 7 | Винний ангел      | ISBN 1-4215-0433-2 |
| Поки Ґалі брада участь у змаганні, війська Салему активно її шукали. Ґалі дізнається багато неприємних секретів зі свого минулого. |                   |                    |
| 8 | Видіння ангела    | ISBN 1-4215-0865-6 |
| Ґалі разом зі своєю командою вирушає в центр Мелхіседека. Таємничий вампір Каерула допомагає їй дістатися до своєї мети. |                   |                    |
| 9 | Ангельский борг   | ISBN 1-4215-1348-X |
| Ґалі дістається центру Мелхіседеку, де вона дізнається про своє переродження та подорож людства до зірок. |                   |                    |
| 10 | Ангел стає Нова   | ISBN 1-4215-2164-4 |
| Ґалі в центрі Мелхіседеку. Вампір Вілма робить їй дуже принадну пропозицію, але несподівано втручається Дісуті Нова. |                   |                    |

### Haisha
З 1995 по 1996 у «Ultra Jump» виходила манґа «Haisha» цілком присвячена моторболу. Дія Haisha відбувається в тому ж всесвіті, що і дія попередніх частин Battle Angel Alita. Головний герой — гравець у моторбол на ім'я Снев, знаний як «Король аварій», тому що він жодного разу не закінчив гонку. Снева вважають багатообіцяючим, навіть геніальним спортсменом, але йому бракує упевненості. Цю мангу ліцензувала англійською мовою компанія «Viz Media», назва була змінена на «Попільний переможець» (англ. Ashen Victor).

## Аніме
Аніме «Battle Angel» складається з двох серій, які зроблені студією «Madhouse» у форматі OVA. Сюжет розповідає дещо змінену історію з перших томів манґи.
В цілому головною ідеєю цього аніме є ціна людських мрій. Це розповідь про те, на що одні люди здатні заради своїх мрій і чого варті ці жертви.

### Серії аніме
| № | Назва                                   | Дата оригінального показу |
| --- | --------------------------------------- | ------------------------- |
| 1 | Іржавий Ангел (錆びた天使)              | 21 червня 1993            |
| Ідо знаходить на смітнику, куди звалюється все сміття з Небесного міста, залишки кіборга-жінки: безволосу голову, груди і шию. Принісши її до себе, він помічає, що її мозок якимсь дивом зберігся. Після пробудження з'ясовується, що кіборг нічого не пам'ятає, тому Ідо дає їй котяче ім'я «Ґалі». Ідо попереджає Ґалі про небезпеку яка чатує її на вулицях звалища - злочинці нападають на людей і крадуть їхні органи. Ґалі знайомиться з Юґо який розповідає їй про своє бажання потрапити до Залему. Ідо не лише лікар він також є мисливцем за головами. Під час полювання його мало не вбиває Ґурюсіка, але на місці бою випадково опиняється Ґалі. Несподівано для себе та Ідо вона перемагає Гурюсіку, хоч тому вдається врятуватися. Під враження почуттів пережитих під час бою Ґалі вирішує також стати мисливицею за головами. Під кінець серії Ґалі ще раз зустрічається з вдосконаленим Гурюсікою і перемагає його. |                                         |                           |
| 2 | Сльози Ангела/Залізна Діва (鋼鉄の処女) | 21 серпня 1993            |
| Юґо насправді є поплічником злочинців які викрадають людські хребти. Вектор пообіцяв йому за 10 мільйонів відправити його до Залему. І от сума вже майже зібрана, але Вектор пропонує не мріяти про Залем, а стати його помічником. Юґо відмовляється, оскільки його мрія це лише Залем. Однак йому не щастить — мисливець за головами прикидається перехожим і «потрапляє в пастку» Юґо та його поплічників. І хоч Юґо вдається втекти, але його розкрито й за голову назначено нагороду. Ґалі, яка закохана в Юґо вирішує піти битися на арену Колізею аби заробити на квитки до Залему для себе та Юґо. Разом з зібраними за три роки Юґо мільйонами цих грошей вистачило б на квиток до Залему. Тільки от ніхто туди квитків не продає, то був лише обман Вектора. Але Юґо прагне за всяку ціну здійснити мрію свого життя… |                                         |                           |

#### Музика
Саундтрек до аніме складається з двох альбомів: «Сни Зброї: Ілюстрації» (англ. Gunnm: Image Album) та «Сни Зброї: Інша Історія» (англ. Gunnm: Another Story). Композитор — Вада Каору. У обидва альбоми входить закриваюча тема аніме «Мавка-кіборг» (англ. Cyborg Meramaid).

##### Gunnm: Image Album
Список композицій:
1. Іржавий ангел (англ. Rusty Angel) — 4:19
2. Справжнє диво (англ. Absolute Miracle) — 3:36
3. GUNNM I (інструментальна версія) — 3:14
4. Мета (англ. Aim) — 4:55]
5. Мавка-кіборг (англ. Cyborg Mermaid) — 5:13
6. Мій милий (англ. Dear Sweet Heart) — 4:34
7. Збережи мою мрію (англ. Keep My Dream) — 4:25
8. GUNNM II (інструментальна версія) — 3:59
9. Той, кого я люблю (англ. The One I Love) — 5:32
10. Вір у долю (англ. Believe in the Fate) — 4:23

##### Gunnm: Another Story
Крім інструментальних композицій, в альбом «Gunnm: Another Story» входять два трека з радіопостановки.
Список композицій:
1. Ангел різанини (англ. Satsuriku no Enjeru) (частина I) — 8:39
2. Вір у долю (англ. Believe in the Fate) — 4:24
3. Ангел різанини (англ. Satsuriku no Enjeru) (частина II) — 13:18
4. Мавка-кіборг (англ. Cyborg Meramaid) — 5:12
5. Пісня Дайсуке Ідо (англ. Ido’s Theme) — 1:41
6. Нескінченність (англ. Infinity) — 1:54
7. Бар Джо (англ. Joh’s Bar) — 1:36
8. Пісня Ґалі (англ. Gally’s Theme) — 1:31
9. Звалище металобрухту (англ. Scrap Iron) — 1:14
10. Дія (англ. Action) — 2:05

### Gunnm: 3D CG— Movie
Останній том Gunnm Complete Ediion як бонус містить DVD з невеликим відеороликом (2.5 хвилин — відео, 1 хвилина — титри), зробленим у комп'ютерній графіці. Додатково до відеоролика йде кольорове друкарське видання «Making of 3dcg — Movie Gunnm».
Сюжет відеоролика цілком присвячений грі в моторбол, а конкретніше матчам за участю Галі.

## Різниця між аніме та манґою

### Принципові відмінності
Найголовнішою і принциповішою відмінністю між OVA і манґою є те, що в OVA немає біотехнологій.
Що стосується манґи, то спочатку біотехнологія була присутня не як сюжетна лінія біопанку, а як пояснення деяких дивних рис сюжету — на зразок наявності рідкісних перевертенів. Але потім, починаючи з п'ятої частини, особисто коли з'являється професор Десуті Нова, біотехнології укупі з нанотехнологіями почали грати важливу роль в сюжеті.
До інших принципових відмінностей відносяться наявність доктора Кірен і те, що замість Макаку присутній Ґурюсіка. Саме Кірен, якої немає в манзі, можна назвати найвдалішим нововведенням OVA, оскільки вона додає динамізму і глибину сюжету, а також вдало взаємодіє з Дайсуке Ідо: завдяки Кірен глядачі дізнаються про минуле Ідо. Без Кірен Ідо поступово стає туманним тлом Ґалі і виглядає ідеалізовано.
Що стосується Ґурюсіка, то його присутність замість Макаку пояснюється тим, що до появи професора Десуті Нові існування Макаку з його величезною живою головою виглядало дуже дивно і сильно вибивалося із загальної картини світу, ламаючи їй стрункість і цілісність. На відміну від аніме, у манзі в ранніх томах зустрічалися великоголові кіборги, наприклад, гладіатори і охоронець Вектора, але їх голови були кібернетичними. Макаку ж сильно вибивався із загального ряду, оскільки його голова виглядає живою. Лише у п'ятому томі манги професор Нова пояснює, що саме він створив Макаку, а самі короткочасні появи професора виглядали як «deus ex machina», пояснюючі плутані місця сюжету. У OVA окрім заміни Макаку на Ґурюсіка були також і зменшені голови гладіаторів, наприклад, голова охоронця Вектора має людський розмір і виглядає маленькою на величезному тілі. При цьому Ґурюсіка «успадкував» від Макаку його помічника і зброю. А у зв'язку з відсутністю в аніме професора Нові, Ґурюсіка пов'язаний не з Новою, а з доктором Кірен. Що цікаво, його помічник був перейменований з Ідзуті в Раса, але зберіг свою зовнішність, а Грюсіка замість довгої шпильки на голові (як у Макаку) отримав панківський ірокез.
Унаслідок наявності Ґурюсіка творцям аніме довелося підсилити Ґалі. У манзі вона зазнає поразки від Макаку, після чого отримує тіло кіборга-берсеркера, а в OVA вона перемагає Ґурюсіка, який мало не втричі менше Макаку. Проте, тіло кіборга-берсеркера в OVA все ж таки є, але на ньому не акцентується увага. Імовірно, що в OVA це тіло все ж таки було використане при лагодженні Ґалі, оскільки в п'ятій частині манги воно грає ключову роль у зав'язці сюжету. У аніме немає сцени, де Ідо, помістивши Ґалі в рюкзак, шукає для неї запчастини на звалищі. Той факт, що кібернетичне тіло берсерка перевищує зріст Ґалі в OVA, легко пояснимо: по манзі, тіло насправді складається з наночасток і у вимкненому стані порожнє усередині, а отже, при самозаповненні наявних порожнеч, воно зменшиться в розмірах.
Є ще одна відмінність, яка була некритичною на момент знімання OVA, але стала значущою після виходу п'ятої частини манґи. Один з другорядних героїв манги, який зіграв епізодичну роль в аніме, став ключовим для сюжету п'ятої частини манги. Йдеться про мисливця за головами, на якому спіткнувся Юґо. І якщо в OVA він не знайомий ні з Юґо, ні з Ґалі, і фігурує лише як випадковий мисливець (навіть ім'я не згадується), то в манзі він особисто знає Ідо і Ґалі, а так само трохи знайомий з Юґо. Більш того, у сцені з Юґо він заздалегідь знає, яку пастку злочинці влаштовують самотнім перехожим. Просто Юґо знав його не як мисливця за нагородою, а як п'яного кіборга-панка, який, напившись і сидячи на кришці сміттєвого бака, порадив йому триматися подалі від «залізної діви» Ґалі. У манзі, п'яний Запан одного разу побився з Ґалі. Після того, як Ідо отримав важке поранення на полюванні, Ґалі привела його в бар розвіятися і запропонувала всім присутнім влаштувати облаву на Макаку. Не побачивши ентузіазму, вона кинула мисливцям виклик, назвавши їх боягузами. Запан затіяв бійку і програв, потім почав шукати привід для помсти і побачив, що Юґо спілкується з Вектором, людиною сумнівної репутації, про яку давно вже йдуть чутки, ніби він займається нелегальними справами на чорному ринку. Після того, як з Юґо була зірвана маска, розсерджена Ґалі своїм металевим кулаком з одного удару начисто знесла Запану обличчя, яке було не кібернетичним, а живим.

### Хронологічні відмінності сюжету
Між манґою та OVA є так само і деякі хронологічні відмінності, пов'язані з тим, що Юґо присутній тільки в другій частині манги. В OVA він є із самого початку. Ймовірно, при створенні манги заздалегідь не планувалася наявність романтичної лінії між Ґалі і Юґо, але на момент створення OVA ця сюжетна лінія була вже відома, і для більшої хронологічної цілісності ця сюжетна частина була перенесена в першу серію аніме.
Крім того, деякі події з другої частини манги відбуваються вже на початку OVA, наприклад, Ґондзу говорить Ґалі, щоб вона була обережна, оскільки існують злочинці, які нападають на самотніх перехожих, щоб відібрати спинний мозок.

### Інші відмінності сюжету
Існують і інші дрібніші відмінності сюжету, так наприклад:
- У OVA, коли Дайсуке Ідо ходить по звалищу, у нього з собою кишеньковий прилад, за допомогою якого він відразу виявляє, що Ґалі жива. У манзі ж це відбувається під час огляду — після того, як він приніс Ґалі до себе. Під час того ж огляду в манзі Ідо говорить, що цій моделі 200—300 років.
- Змінена емоційна складова епізоду з жінкою в темному провулку: вона, залишившись панком, перетворилася із злочинниці, на яку полює Ідо, у жертву Ґурюсіка, яку рятує Ідо.
- Відсутній сон Ґалі, де вона представлена як дуже маленька дівчинка, що сидить голяком на звалищі частин кіборгів і ридає.
- Змінена структура відносин Ґалі і Юґо — вона, закохавшись у нього, більше не засмучена до сліз, що має тіло кіборга, а відчуває себе цілком щасливою.
- Газета, яку читає Вектор, в аніме написана корейською та англійською, а в манзі на івриті та англійською.

## Книга
У квітні 1997 року у видавництві «Shueisha» вийшов роман, присвячений 9 томам основної манги. Книга була написана спільно Кісіро Юкіто та Ясухісою Кавамурою і спочатку опублікована в «Jump Novel», у випусках 10 (30 березня 1996) та 11 (18 серпня 1996). Там містяться додаткові сюжетні лінії, в яких задіяний ряд нових персонажів.
| Обкладинка | 銃夢(小説版) • «Gunnm (Novel Edition)» • «Сни Зброї (Новеллізація)» | ISBN               |
| ---------- | --- | ------------------ |
|            | |                    |
|            | Йєру та Салем — два міста-близнюка, сполучених пуповиною космічного ліфту. Під Небесним містом знаходиться звалище, навколо якого розташовано «нижнє місто». Там живуть покидьки суспільства — ті, кому не пощастило народитися вгорі, хто не має громадянства. А значить, вимушені існувати за рахунок відходів Небесного міста. Закон охороняє, перш за все, інтереси громадян, і крадіжка з фабрики — тяжчий злочин, ніж вбивство не-громадянином іншого не-громадянина. Через це в нижньому місті високий рівень злочинності і навіть немає поліції, а зі злочинами борються призначенням нагород за голови злочинців. Одним з мисливців за головами є доктор Дайсуке Ідо, колишній громадянин Небесного міста, добрий доктор, що допомагає пацієнтам у борг і підробляє полюванням за злочинцями. Одного разу доктор Ідо, шукаючи запчастини на звалищі, куди звалюється сміття з Небесного міста, випадково знаходить останки кіборга- гиноїда, у якої якимсь дивом залишився живий мозок. Після її пробудження виявляється, що вона нічого не пам'ятає, і Ідо дає їй котяче ім'я «Ґалі». | ISBN 4-08-703059-8 |
|            | |                    |

## Фільм
14 лютого 2019 року вийшов однойменний фільм, знятий за манґою. Режисером фільму став Роберт Родрігес. Джеймс Кемерон виступив продюсером та сценаристом.